# Costentalina
Costentalina is een geslacht van tandschelpen uit de  familie van de Entalinidae.

## Soorten
- Costentalina caymanica Chistikov, 1982
- Costentalina elegans Chistikov, 1982
- Costentalina indica Chistikov, 1982
- Costentalina leptoconcha Chistikov, 1982
- Costentalina pacifica Chistikov, 1982
- Costentalina tuscarorae Chistikov, 1982
- Costentalina vemae Scarabino, 1986